# Загородний (посёлок)
Загородний — поселок в Бежецком районе Тверской области. Входит в состав Филиппковского сельского поселения.

## География
Находится в восточной части Тверской области на расстоянии приблизительно 1 км по прямой на юг-юго-запад от районного центра города Бежецк.

## История
На карте 1978 года здесь еще были отмечены только безымянные постройки.

## Население
Численность населения: 26 человек (русские 100 %) в 2002 году, 17 в 2010.